# Mạn Xuyên
Mạn Xuyên (幔川) là một ngôi làng cổ Việt Nam, nằm phía nam xã Tứ Dân, huyện Khoái Châu, tỉnh Hưng Yên.
nhỏ
Làng Mạn Xuyên trước đây nguyên là xã Mạn Xuyên, tổng Đông Kết, huyện Đông An, thuộc phủ Khoái Châu, trấn Sơn Nam Thượng. Được vua sắc phong tên làng và được Hùng Vương thứ 18 ban đất thờ Đức thánh Chiêm Thành Cửa Ải Đại tướng Quân Nguyễn Danh Minh.

## Vị trí địa lý
- phía bắc giáp thôn Toàn Thắng
- phía nam giáp xóm Trung Chu xã Đông Kết.
- phía đông nam giáp xóm Bắc xã Đông Kết
- phía tây giáp thôn Năm Mẫu.
- phía đông giáp thôn An Cảnh xã Hàm Tử.
- phía đông bắc giáp thôn Mạn Đường.
- phía tây nam giáp thôn Mãn Hòa, Hợp Hòa xã Tân Châu.

Làng Mạn Xuyên gồm 3 khu: Khu trung tâm làng, khu xóm Trần Phú và khu xóm Độc Lập
Làng có 5 đội sản xuất là: 8,9,10,11,12 nằm trong 2 chi bộ 8,9
Làng Mạn Xuyên nằm bên triền đê tả ngạn sông Hồng đoạn Km 96+150 đến Km 97 + 300 đường đê 195, cách trung tâm TP. Hưng Yên 30 km về phía tây bắc, cách Trung tâm Hà Nội 24 km về phía đông nam xưa kia thuộc tổng Đông Kết huyện Đông An phủ Khoái Châu (nay thuộc xã Tứ Dân huyện Khoái Châu tỉnh Hưng Yên) một làng quê mang nét đặc trưng văn hoá của làng quê đồng bằng Bắc Bộ. Về vị trí Làng Mạn Xuyên không những giữ vị trí hết sức quan trọng về quân sự giữa khu vực bến Tây Kết, bến Chương Dương, cửa Hàm Tử trong cuộc kháng chiến chống Mông – Nguyên lần thứ hai năm 1285 mà còn nằm trong vùng văn hoá gắn kết với truyền thuyết thiên tình sử Chử Đồng Tử - Tiên Dung như Đền Hoá Dạ Trạch, bãi Màn Trò Châu
- Chỉ dẫn đường đi về quê Mạn Xuyên tới du khách khi ghé thăm Mạn Xuyên
- Từ Pháp Vân theo đường cao tốc tới cầu vượt Khê Hồi 12 km rẽ phải lên cầu Vượt theo hướng đê Sông Hồng đến Dốc Vân La 4 km rẽ phải theo đê hữu ngạn sông Hồng khoảng 1,5 km đến Bến đò Chương Dương - Phương Trù đi theo đường đê 1,2 km là đến địa phận Làng Mạn Xuyên.
- Từ Phố Nối đi theo đường 39A theo hướng TP Hưng Yên đến Dân Tiến rẽ phải theo hướng TT Khoái Châu, đến TT Khoái Châu theo tỉnh lộ 209 tới chợ Bái Đông Kết rẽ phải 1,5 km về đến Mạn Xuyên
- Từ TP Hưng Yên đi theo hướng bắc đê tả ngạn Sông Hồng tới Km97 là đến Mạn Xuyên
- Từ Cầu Thanh Trì rẽ phải theo hướng đê tả ngạn sông Hồng khoảng 20 km qua tuyến đê các xã Đông Dư, Đa Tốn, Bát Tràng huyện Gia Lâm,xã Xuân Quan, Phụng Công, TT Văn Giang, Liên Nghĩa, Thắng Lợi, Mễ Sở huyện Văn Giang, xã Bình Minh, Dạ Trạch, Hàm Tử huyện Khoái Châu, qua tuyến đê các Làng Phương Đường, Phương Trù, Toàn Thắng xã Tứ Dân là về tới Mạn Xuyên.

## Lịch sử
Làng Mạn Xuyên đã được thành lập cách đây hơn bốn ngàn năm, điều này được chứng minh qua thần phả của đức thánh Cửa Ải Đại Vương được thờ tại đền Mạn Xuyên (còn gọi là Đền Ngoài), và Tiên Dung Công Chúa được thờ tại đền Vua Ngô (Đền Trong) cùng thuộc làng Mạn Xuyên. 
Tương truyền trong làng còn có những ngôi đền cổ, chùa cổ, đặc biệt là những pho tượng đất sét quý, bia đá cổ, và một chiếc cầu đá hiếm có bằng đá hoa cương xanh. Tuy nhiên hiện nay những di tích đó đã không còn nữa.
Theo thần phả, thần sắc của Làng Mạn Xuyên còn lưu giữ lại, Đền Làng Mạn Xuyên thờ tướng Nguyễn Minh đã có công chữa bệnh, cứu nhân độ thế dạy dân làng Mạn Xuyên cày cấy làm ăn và lập nghiệp. Năm đó giặc Chiêm Thành quấy phá biên giới phía nam. Ngài được vua cử đi đánh giặc Chiêm Thành và được vua gả Ngọc Nương công chúa cùng hợp lực với Tản Viên Sơn Thánh đánh tan giặc Chiêm Thành được 18 triều đại vua ban: Chiêm Thành Cửa Ải Đại tướng Quân, từ thời Hồng Đức (Lê Thánh Tông) đến đạo thứ 18 sắc phong vào đời Vua Khải Định triều Nguyễn. Nhân dân Mạn Xuyên vinh dự được lập đền thờ ngài tại xứ Tam Quan dốc Mạn Xuyên để ghi nhớ công ơn giúp dân cứu nước.
Theo lịch sử Đảng bộ huyện Khoái Châu trang 15 có đoạn viết:" Thôn Mạn Xuyên (xã Tứ Dân) thờ Cửa ải Đại tướng quân Nguyễn Minh tướng đời Hùng Vương thứ 18 có công đánh giặc Chiêm Thành nay còn đình thờ trền nền đồn cũ". Trang 22 có đoạn viết: "tướng Nguyễn Minh đóng đồn ở tổng Đông Kết ngăn chặn quân Chiêm Thành theo sông Hồng lên kinh đô Phong Châu"
Theo Nguyễn Thị Trang - Viện Nghiên cứu Hán Nôm viết:" Thần Chiêm Thành Cửa Ải Đại vương, được thờ ở xã Mạn Xuyên, huyện Đông An, tỉnh Hưng Yên"
Theo Ông Đỗ Văn Xuyền nhà nghiên cứu về Chữ Viết thời Hùng Vương nghiên cứu Thầy Nguyễn Minh là một trong 18 thấy giáo thời Vua Hùng và viết "Nguyễn Minh quê ở Lôi Dương (Châu Ái) đến xã Màn Xuyên tổng Đông Kết huyện Đông An mở trường dạy học. Bấy giờ Hùng Duệ Vương mở khoá thi Đình, chấm ông đỗ đầu, được vua gả Ngọc Lương Công Chúa- Công Chúa thứ ba, ông cùng Tản Viên Sơn Thánh đánh giặc Chiêm Thành thắng lợi được vua ban: Chiêm Thành Cửa ải Đại tướng quân"
Trong tài liệu Viện Hán Nôm lịch sử tên làng, xã Bắc bộ viết: "Xã Mạn Xuyên 幔 川: 4 tr., phong cấp vào năm Chiêu Thống (1 đạo).* Phong cho Thành Hoàng là Chiêm Thành Cửu ải Uy Minh... Đại Vương 占 城 *隘 威 明...大."
Cũng theo ông Đỗ Văn Xuyền cho biết: " Nguyễn Mục cũng là một trong 18 thầy giáo thời Hùng Vương và Ngài cùng thời với tướng Nguyễn Minh ở Mạn Xuyên, đền thờ tướng Nguyễn Mục tại thôn Bối Khê (Liên Khê) được nhà nước xếp hạng di tích 

## Văn hóa
Làng có 7 dòng họ lớn sinh sống bao gồm: Lê, Nguyễn, Vũ, Đặng, Lưu, Đỗ, Hoàng cùng nhau sống đoàn kết trong làng.
Làng Mạn Xuyên có vực Mạn Xuyên nổi tiếng.
Làng Mạn Xuyên được công nhận làng văn hoá năm 2002 và năm 2010
Làng Mạn Xuyên được giải thích Mạn là: bờ, Xuyên là: sông. Mạn Xuyên là bờ sông.
Làng Mạn xuyên có các công trình lịch sử văn hoá như: Nhà Văn Hoá, Đình làng, chùa, Khu di tích đền thờ Đức thánh Chiêm Thành Cửa Ải Đại Vương Nguyễn Danh Minh, Miếu thờ bà chúa vực Mạn Xuyên, Đền thờ Ngọc Lương, Tiên Dung công chúa.
Qua khảo sát thực địa cũng như tài liệu cổ và các cụ già trong làng kể lại, Làng Mạn Xuyên xưa kia nằm bên bờ sông Kim Ngưu cổ một khúc sông chảy từ phía đầm Công Luận Văn Giang, qua Ông Đình về An Cảnh và chảy giữa Làng Mạn Xuyên hiên nay, tới vị trí Cửa Xuyên đổ ra Sông Hồng, trong làng rất nhiều ao hồ xưa kia nhưng hiên nay chỉ con ao Đình, ao Chùa nhưng có lẽ cũng đang bị đe dọa thu hẹp dần, Dòng sông cổ bây giờ là đường dẫn nước thải sinh hoạt của làng, gần như còn quá hẹp. tuy nhiên đây cũng chỉ là nhận định, hiện các dấu tích để lại rất mờ nhạt. Có thể nói Làng Mạn Xuyên là làng cổ hiện nay nền văn hóa của thời đại cùng với sự phát triển kinh tế đã làm các di tích mai một và mất mát rất nhiều.
Cổng Đình của làng là 1 di tích còn hiện hữu nét cổ kính ! 
Đầm Mạn Xuyên cũng là nơi hàng năm kiệu xuống lội nước đó là nét văn hóa đặc trưng của làng.
Đầm Mạn Xuyên nổi tiếng xưa kia rất rộng về diện tích mặt nước, và sự đa dạng về sinh thái phục vụ nguồn nước sinh hoạt, hoạt động sản xuất của làng nhưng hiện nay do dân cư phát triển diện tích ngày càng thu hẹp, các sinh vật thủy sản bị đe dọa vì ô nhiễm môi trường suy cho cùng đó là quy luật tất yếu của sự phát triển kinh tế tác động đến môi trường.

###### Chùa Diên Khánh
Chùa Diên Khánh thuộc làng Mạn Xuyên huyện Khoái Châu tỉnh Hưng Yên gần bên triền đê tả ngạn sông Hồng, cách Thủ đô Hà Nội hơn 20 km về phía nam. Làng cổ trù phú, dân cư phồn thịnh, làm nghề nông nghiệp và buôn bán. 
Chùa Diên Khánh ở trung tâm của làng. Chùa được tiền nhân xây dựng từ lâu, trải qua chiến tranh, xã hội thay đổi, chùa và đình bị tàn phá nặng nề, biến thành trường học. Sau lễ Phật Đản năm Giáp Ngọ 2014, Người trợ duyên Nguyễn Minh Khoa, sinh năm 1973, người làng Mạn Xuyên phát tâm công đức tu bổ toàn bộ đình làng thờ Đức Thánh Chiêm Thành Cửa ải Đại Vương, và xây dựng mới chùa Diên Khánh. Khởi công tháng 5 năm Giáp Ngọ 2014 và hoàn thành tháng 2 năm năm Bính Thân 2016. Chùa Diên Khánh được xây dựng trên khuôn viên hơn 2ha với tổng đầu tư trên 20 tỷ đồng.
Ngày 18 tháng 12 năm 2016. Nhân dân làng Mạn Xuyên long trọng tổ chức đại lễ an vị tượng và khánh thành chùa Diên Khánh và đưa vào sử dụng đáp ứng nhu cầu tâm linh, tín ngưỡng của nhân dân trong vùng, tạo cảnh quan tôn nghiêm cho quần thể di tích trong làng. Đại lễ khánh thành và an vị tượng chùa Diên Khánh đã được phát sóng VTV1 - Đài truyền hình Việt Nam lúc 18h06, ngày 18 tháng 12 năm 2016 chuyên mục " Cuộc sống thường ngày"
Một lần đến thăm Chùa Diên Khánh lễ phật cầu bình an đầu năm và hòa mình vào lễ hội làng vào rằm tháng 2 âm lịch Bạn sẽ thấy nét truyền thống của 1 làng bên triền đê sông Hồng và cảm nhận không khí của hội làng nơi đây.

## Lễ hội làng Mạn Xuyên
Lễ hội làng Mạn Xuyên diễn ra từ ngay mùng tám đến hết ngày mười sáu tháng hai, đây có lẽ là lễ hội hiếm có trong cả nước mang tính dân chủ từ xưa, thể hiện rõ nét nhất trong lệ làng từ sưa truyền lại, để mở hội không phải các cụ trong hai giới quyết định mà sau tết nguyên tiêu rằm tháng giêng, Các cụ trong làng tổ chức buổi họp dân làng đầu tiên và cũng là buổi họp quan trọng nhất trong năm để toàn dân quyết định có mở hội hay không ?, không quá nguyên tắc chỉ mở những năm nào hay tiền lệ bao nhiêu năm mở hội một lần mà cứ hễ làng có việc lớn, được mùa,v.v... thì đều mở hội, ngược lại, nếu dân làng không sẵn sàng cho việc mở hội hay trong làng có việc kị thì không mở, nếu quá lâu không mở thì theo nguyện vọng toàn dân. Chính vì vậy lễ hội làng là sự đoàn kết toàn dân làng, là sự tri ân bậc tiền nhân, và là dịp để họp mặt toàn dân.Tuy điều kiện chưa cho phép, hiện nay đại bái đền chưa xong, kiệu chưa đóng đủ, nhưng năm Nhâm Thìn 2012, toàn dân Mạn Xuyên đều cho là được lộc thánh nên quyết định mở hội, sau bốn năm không mở.

## Kinh tế
Mạn Xuyên hiện nay là Làng có kinh tế phát triển nhất xã Tứ Dân, hầu hết nhân dân trong làng là các tiểu thương buôn bán như: hoa quả, bạt vật liệu xây dựng, nhiều xưởng làm bún công nghiệp, khu trang trại chăn nuôi theo mô hình VAT, nhiều khu nhà 3, 4 tầng được mọc lên, đường làng ngõ xóm được bê tông hóa sạch đẹp đạt tiêu chuẩn xây dựng nông thôn mới.
Làng Mạn Xuyên cũng là đơn vị có tốc độ và đa dạng về cây trồng nhất xã Tứ Dân, trong thôn có rất nhiều khu canh tác như: Lớ, Lạch, Giễu, Đội Giống, Đường cao... trồng rất nhiều loại cây như: Bạch Chỉ, ngư Tất, Lạc, đỗ, Nhãn, Xu hào, cải Bắp, cải Đông Dư...
100% Dân số trong làng buôn bán đồng thời cũng tham gia canh tác nông nghiệp.

## Đặc sản
Bánh tẻ hay còn gọi Bánh lá Làng Mạn Xuyên

## Tiểu sứ Đức thánh Chiêm Thành cửa ải Đại vương Nguyễn Danh Minh
Toàn văn tiểu sử Đức Thánh được ông Dùng - Trưởng ban Khánh tiết Lễ hội Làng Mạn Xuyên xuân Nhâm Thìn 2012 đọc tại Lễ Khai mạc lễ hội truyền thống lúc 8h30 ngày 14 tháng 12 năm Nhâm Thìn. Xem video Lễ hội Làng Mạn Xuyên năm xuân Nhâm Thìn 2012.